# Christophe Kern
Christophe Kern (Wissembourg, Baix Rin, 18 de gener de 1981) és un ciclista francès, professional des del 2003 al 2014.
Christophe Kern va destacar en categoria amateur en guanyar el Campionat nacional de contrarellotge el 2001 i la Lieja-Bastogne-Lieja sots 23 de 2002. El 2003 passà a professional a l'equip Brioches La Boulangère, tot guanyant el Gran Premi Rudy Dhaenens.
El 2007 fitxà pel Crédit agricole. El 2008 va obtenir bons resultats amb segones posicions al Campionat de França de contrarellotge i el Tour de Doubs. A la Volta a Espanya aconseguí la segona posició a la classificació de la muntanya, per darrere David Moncoutié.
El 2009 va disputar el seu primer Tour de França, sent líder de la classificació de la muntanya en la 8a etapa.

## Palmarès
- 1999
  - 1r a la Volta a la Baixa Saxònia júnior
- 2001
  -  Campió de França de contrarellotge sub-23
- 2002
  - 1r a la Lieja-Bastogne-Lieja sub-23
- 2003
  - 1r al Gran Premi Rudy Dhaenens
- 2004
  - Vencedor d'una etapa del Tour de l'Avenir
- 2011
  -  Campió de França de contrarellotge
  - Vencedor d'una etapa al Critèrium del Dauphiné

### Resultats al Tour de França
- 2009. 75è de la classificació general
- 2010. 97è de la classificació general
- 2011. Abandona (5a etapa)
- 2012. 83è de la classificació general

### Resultats al Giro d'Itàlia
- 2005. Abandona (17a etapa)
- 2007. 114è de la classificació general

### Resultats a la Volta a Espanya
- 2005. Abandona (17a etapa)
- 2006. Abandona (11a etapa)
- 2007. 84è de la classificació general
- 2008. 112è de la classificació general